# Phalaenopsis amphitrite
Phalaenopsis amphitrite là một loài thực vật có hoa trong họ Lan. Loài này được O'Brien miêu tả khoa học đầu tiên năm 1892.